# 小行星21568
小行星21568（21568 Evanmorikawa）是一颗绕太阳运转的小行星，为主小行星带小行星。该小行星于1998年9月14日发现。

## 轨道参数
小行星21568的轨道半长轴为2.2808266 UA，离心率为0.184。